# Ronde van Castilië en León 2018
De Vuelta Castilla y León 2018 werd gehouden van 20 april tot en met 22 april in Castilië en León, Spanje. Het was de 33ste editie van deze Spaanse etappekoers. De start was in Alba de Tormes, de finish in Ávila. De ronde maakte deel uit van de UCI Europe Tour 2018, in de categorie 2.1. In 2017 won de Fransman Jonathan Hivert. Dit jaar won de Spanjaard Rubén Plaza.

## Etappe-overzicht
| etappe | datum    | start          | finish    | afstand  | winnaar        | klassementsleider |
| ------ | -------- | -------------- | --------- | -------- | -------------- | ----------------- |
| 1e     | 20 april | Alba de Tormes | Salamanca | 182,4 km | Carlos Barbero | Carlos Barbero    |
| 2e     | 21 april | Valladolid     | Palencia  | 178,3 km | Mihkel Räim    | Carlos Barbero    |
| 3e     | 22 april | Segovia        | Ávila     | 165,6 km | Rubén Plaza    | Rubén Plaza       |

## Eindklassementen
| Plaats      | Naam            | Ploeg                         | Tijd      |
| ----------- | --------------- | ----------------------------- | --------- |
| Zwarte trui | Rubén Plaza     | Israel Cycling Academy        | 12u51'07" |
| 2           | Carlos Barbero  | Movistar Team                 | + 35"     |
| 3           | Eduard Prades   | Euskadi Basque Country-Murias | + 42"     |
| 4           | Colin Joyce     | Rally Cycling                 | + 55"     |
| 5           | Diego Rubio     | Burgos-BH                     | z.t.      |
| 6           | Mario González  | Sporting-Tavira               | z.t.      |
| 7           | Dmitri Strachov | Lokosphinx                    | + 56"     |
| 8           | Daniel Mestre   | Efapel                        | + 1'35"   |
| 9           | Giulio Ciccone  | Bardiani CSF                  | + 57"     |
| 10          | Sergio Higuita  | Manzana Postobón Team         | + 1'00"   |
|             |                 |                               |           |
| 41          | Raymond Kreder  | Team Ukyo                     | + 3'58"   |

| Plaats      | Naam           | Ploeg                         | Punten |
| ----------- | -------------- | ----------------------------- | ------ |
| Groene trui | Carlos Barbero | Movistar Team                 | 49     |
| 2           | Jon Aberasturi | Euskadi Basque Country-Murias | 40     |
| 3           | Eduard Prades  | Euskadi Basque Country-Murias | 36     |
|             |                |                               |        |
| 4           | Raymond Kreder | Team Ukyo                     | 28     |

| Plaats    | Naam              | Ploeg                      | Punten |
| --------- | ----------------- | -------------------------- | ------ |
| Rode trui | Daniel Whitehouse | Interpro Stradalli Cycling | 18     |
| 2         | Rubén Plaza       | Israel Cycling Academy     | 9      |
| 3         | Marcos Jurado     | Efapel                     | 9      |

| Plaats | Ploeg                  | Tijd      |
| ------ | ---------------------- | --------- |
|        | Rally Cycling          | 38u36'26" |
| 2      | Burgos-BH              | + 2"      |
| 3      | Caja Rural-Seguros RGA | + 4"      |

1985 · 1986 · 1987 · 1988 · 1989 · 1990 · 1991 · 1992 · 1993 · 1994 · 1995 · 1996 · 1997 · 1998 · 1999 · 2000 · 2001 · 2002 · 2003 · 2004 · 2005 · 2006 · 2007 · 2008 · 2009 · 2010 · 2011 · 2012 · 2013 · 2014 · 2015 · 2016 ·2017 · 2018 · 2019 · 2020 · 2021 · 2022 · 2023 · 2024